# Brachoua
Brachoua  (in arabo براشوة‎?) è un centro abitato e comune rurale del Marocco situato nella provincia di Khémisset, regione di Rabat-Salé-Kénitra. Conta una popolazione di 12 025 abitanti (censimento 2014).